# Horatio Bottomley

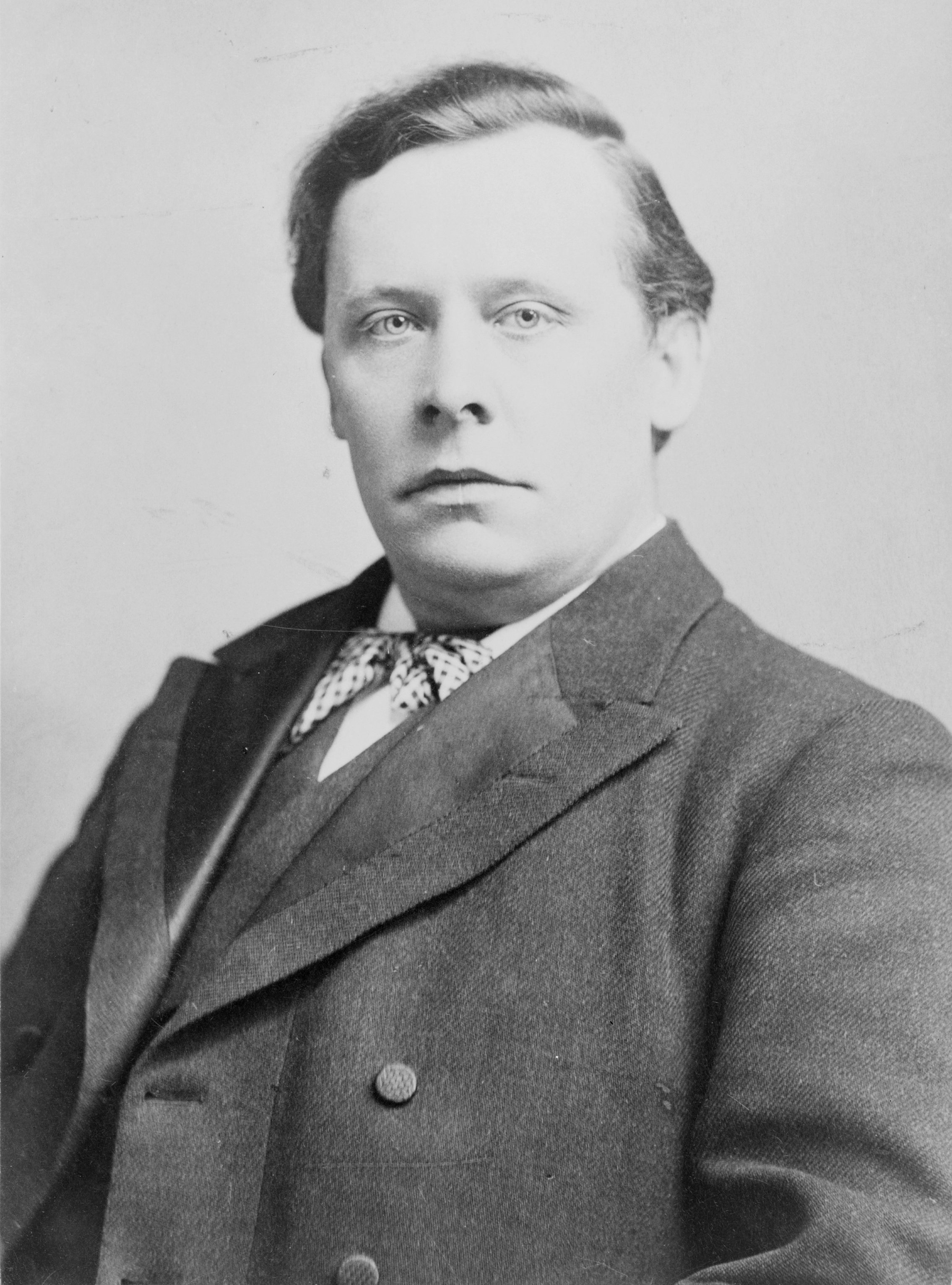
Horatio Bottomley

Horatio William „Botty“ Bottomley (* 23. März 1860 in Bethnal Green, London; † 26. Mai 1933 im Middlesex Hospital, London) war ein britischer Journalist und Politiker, der im Mittelpunkt eines großen Betrugsprozesses stand.

## Leben
Er wurde als Sohn von William King Bottomley und Elizabeth Holyoake geboren. Bottomley verlor im Alter von drei Jahren seinen Vater und als er sechs war auch seine Mutter. Er wuchs in der Folge in einem Waisenhaus in Birmingham auf. Er ging im Alter von 14 Jahren nach London, wo er sich seinen ersten Unterhalt als Markthelfer für ein Pelzwarengeschäft verdiente. Dann verbesserte er sich beruflich zum Schreiber in einem Anwaltsbüro und weiter zum Gerichtsschreiber. Die Tätigkeit im Anwaltsbüro vermittelte ihm juristische Kenntnisse, die Tätigkeit als Schreiber bei Gericht sein Interesse am Journalismus.
Er gründete eine Vielzahl von Zeitungen, in den meisten Fällen, ohne dass diese ein finanzieller Erfolg wurden. Nennenswert ist hierbei etwa der erstmals am 9. Januar 1888 herausgegebene London Financial Guide, der im Februar 1888 in Financial Times umbenannt wurde. Allein zwischen 1901 und 1905 führten die oft eher erfolglosen Gründungen zu 67 Anträgen auf Feststellung des Bankrotts von Bottomley. Daneben kam es 1891 und später 1909 zu spektakulären Prozessen gegen ihn wegen des Verdachtes auf Verschwörung und Betruges, in denen er sich selbst vertrat und freigesprochen wurde. In den Prozessen ging es unter anderem um Beteiligungen an Goldbergwerken in Westaustralien. 1906 gründete er das Magazin John Bull und wurde für die Liberal Party in diesem Jahr im Wahlkreis Hackney South in das Unterhaus gewählt. John Bull war ein ultranationalistisch ausgerichtetes Blatt, es war etwa das erste Medium, welches die Deutschen während des Krieges als Hunnen bezeichnete. Nachdem er 1911 allerdings Bankrott anmelden musste, war er 1912 gezwungen seinen Parlamentssitz aufzugeben.
Der hervorragende Redner Bottomley konnte seinen finanziellen Ruin während des Ersten Weltkrieges als gutbezahlter Redner abwenden. 1918 kehrte er als unabhängiger Kandidat in das Unterhaus zurück. Den Sitz musste er nach der Verurteilung in dem großen Betrugsprozess um den Victory Bond Club von 1922 aufgeben.

## Victory Bond Club
Kurz nach dem Krieg hatte Bottomley die Idee, die in großem Umfang von der britischen Regierung aufgenommenen Anleihen auch kleinen Sparern zugänglich zu machen. Zu diesem Zweck wurde der Victory Bond Club gegründet, für den Bottomley insgesamt rund 500.000 £ sammeln konnte. Dieser Betrag wurde allerdings nur teilweise in Anleihen investiert. Zum einen wurde in zwei erfolglose Unternehmungen investiert, zum anderen zweigte Bottomley 15.000 £ zu eigenem Nutzen ab, um seinen aufwändigen Lebensstil zu finanzieren. Der folgende Prozess kam ins Rollen, als sich Bottomley mit einem der Beteiligten überwarf und dieser ein Pamphlet unter dem Titel „The Downfall of Horatio Bottomley“ drucken ließ, in dem er die Unregelmäßigkeit beim Victory Bond Club offenlegte. In dem folgenden Prozess am Old Bailey verteidigte sich Bottomley abermals selbst, unterlag jedoch und wurde zu sieben Jahren Haft verurteilt.
Nachdem er bereits 1927 aus der Haft entlassen worden war, verdiente er zunächst mit einer Serie von Artikeln zu seinen Hafterlebnissen noch einmal 12.500 £ und gründete erneut ein Magazin mit Namen John Blunt. Das Magazin war ein finanzieller Misserfolg, Bottomley ging erneut bankrott. Schließlich beantragte er eine kleine Rente. Nach seinem Tod wurde er im Golders Green Crematorium in London eingeäschert, seine Asche in den Sussex Downs verstreut.

## Verfilmungen
Der Fall Bottomley wurde 1960 für das Kino und 1972 für das Fernsehen verfilmt.